# (29729) 1999 BY1
A (29729) 1999 BY1 a Naprendszer kisbolygóövében található aszteroida. A LINEAR projekt keretében fedezték fel 1999. január 18-án.